# Robert Friedrich Meltzer
Robert Friedrich Meltzer, född 1860, död 1929, var en rysk arkitekt. Meltzer studerade från 1878 vid akademin för konst i Sankt Petersburg. 
År 1887 fick Meltzer titeln "första graden i arkitektur" vid akademin för konst. Mellan 1901 och 1903 drev Meltzer arkitektfirma tillsammans med sin bror. De hade fått i uppdrag att renovera första våningen vid den västra flygeln av Alexanderpalatset vid Tsarskoje Selo, utifrån Meltzers design för den sista kejserliga familjen av Ryssland. Möblerna i lägenheterna som kejsar Nikolas II och kejsarinna Alexandra av Hessen hade i Alexanderpalatset var till uteslutande delen ritade och producerade av Friedrich Meltzers företag.